# Klottorp
Klottorp (estniska: Suur-Nõmmküla, estlandssvenskt uttal: klottap) är en by i Läänemaa i västra Estland, 75 km väster om huvudstaden Tallinn. Den hade nio invånare år 2011. Den ligger i den del av Nuckö kommun som ligger på fastlandet, öst om halvön Nuckö. Norr om Klottorp ligger Gambyn, västerut ligger Dirslätt och söderut ligger Sutlep och Persåker.
Klottorp ligger i det område som traditionellt har varit bebott av estlandssvenskar och även det svenska namnet på byn är officiellt.